# Gregg Popovich
Gregg Popovich, né le 28 janvier 1949 à East Chicago (Indiana) est un entraîneur américain de basket-ball.
Assistant de Larry Brown aux Spurs de San Antonio puis de Don Nelson chez les Warriors de Golden State, il est nommé entraîneur des Spurs au cours de la saison 1996-1997. Il mène les Spurs à deux titres de champion en 1999 et en 2003, grâce à son duo d'intérieurs Tim Duncan et David Robinson, ainsi que l'apport des futures stars de l'équipe que sont Tony Parker et Manu Ginóbili en 2003.
Avec son trio de joueurs majeurs, Duncan, Ginóbili, Parker, il remporte trois nouveaux titres de champion NBA, en 2005, face aux Pistons de Détroit de Larry Brown, en 2007 face aux Cavaliers de Cleveland, puis en 2014 face au Heat de Miami.
Il reçoit à trois reprises le Red Auerbach Trophy, trophée récompensant l'entraîneur NBA de l'année, en 2003, 2012 et 2014. Ces trois récompenses, ainsi que ses cinq titres, uniquement devancés par les onze titres de Phil Jackson et les neuf de Red Auerbach, en font l'un des meilleurs entraîneurs NBA de l'histoire et le premier en nombre de rencontres victorieuses.

## Biographie

### Jeunesse
Gregg Popovich est né à East Chicago dans l'Indiana est le fils de Raymond Popovich, un Serbe et de Katherine Popovich, une Croate. Après ses études secondaires à la Merrillville High School (en), il entame un cursus universitaire à l'United States Air Force Academy, dont il porte les couleurs des Falcons de l'Air Force pendant quatre ans. Lors de sa dernière année, il est le capitaine de l'équipe et le meilleur marqueur de l'équipe. Après avoir été diplômé en 1970, il effectue cinq ans au sein de l'United States Air Force, évoluant avec l'équipe de basket-ball. Il participe à la tournée de celle-ci en Europe et en URSS. Il remporte le titre Amateur Athletic Union (AAU) de 1972. Il fait également partie du groupe qui participe au camp d'entraînement en vue des jeux olympiques de 1972,. C'est cette même année qu'il rencontre Larry Brown pour la première fois : celui-ci ne le retient pas pour évoluer avec les Nuggets de Denver lors d'un essai.

### Entraîneur universitaire
En 1973, il devient assistant entraîneur de son ancienne école, United States Air Force Academy, dont l'entraîneur en chef est Hank Egan. Il occupe ce poste pendant six ans, profitant de cette période pour compléter son cursus universitaire avec un diplôme en éducation physique et dans les sciences du sport à l'université de Denver.
En 1979, il devient entraîneur en chef à Pomona-Pitzer à Claremont en Californie, fusion des petites universités voisines de Pomona et Pitzer situées à 35 minutes à l’Est de Los Angeles, équipe qui évolue en Division III de la National Collegiate Athletic Association (NCAA). Lors de sa saison inaugurale, son équipe affiche un bilan de vingt-deux défaites et deux victoires, il en fait une équipe capable de remporter le premier titre de l'école en 1986. Avec ses assistants, Lee Wimberly et Charles Katsiaficas, il commence par édifier une stratégie de recrutement, précédemment inexistante. Progressivement, il fait progresser les bilans annuels à 10 victoires pour 15 défaites, puis 9 victoires pour 17 défaites pour arriver en 1986 au titre de champion de la SCIAC (Southern California Intercollegiate Athletic Conference), ce qui permet aux Sagehens d'accéder au tournoi final de la NCAA, défaits au premier tour par Nebraska Wesleyan.
L'année suivante, il décide de prendre une année sabbatique pour occuper, comme volontaire bénévole, un poste d'assistant auprès de Larry Brown chez les Jayhawks du Kansas de l'université du Kansas.
Il participe ainsi au titre de cette école, dont le joueur majeur est Danny Manning lors du tournoi final NCAA de 1988, après une finale du Final Four remportée sur le score de 83 à 79.

### Début en NBA
La saison suivante, Larry Brown rejoint la National Basketball Association pour prendre en charge la franchise des Spurs de San Antonio. Il fait appel à Gregg Popovich au poste de premier assistant. Après une première saison, les deux hommes sont également rejoints par RC Buford. L'équipe peut compter sur le rookie David Robinson qui, premier choix de la draft 1987, débute en NBA en 1989 après deux années effectuées au sein de l’US Navy. Cela se traduit par une qualification pour les playoffs, où les Spurs sont éliminés en demi-finale de conférence par les Trail Blazers de Portland. La saison suivante, les joueurs de Larry Brown s'inclinent au premier tour des playoffs. Après trente-huit rencontres lors de la saison 1991-1992, Larry Brown, avec son staff, est démis de ses fonctions. Popovich, un temps envisagé par le propriétaire Red McCombs pour prendre en charge le poste d'entraîneur en chef lors de la saison suivante, devient entraîneur assistant de Don Nelson chez les Warriors de Golden State. Il est à l'origine de l'arrivée d'Avery Johnson, joueur libéré lors de la saison précédente par les Spurs. Popovich reste deux saisons dans l'encadrement des Warriors.

### Manager général des Spurs
Il retrouve son ancienne franchise des Spurs en étant nommé general manager. Il se trouve rapidement confronté à un problème important avec la présence de Dennis Rodman. Bien que celui-ci soit le meilleur rebondeur de la ligue et figure dans le premier cinq défensif, ce qui libère également Robinson de certaines tâches défensives, son comportement et sa vie extra-sportive influent sur l'état d'esprit de la franchise. Ne désirant pas donner à Rodman le contrat qu'il demande, Popovich l'échange en octobre 1995 contre Will Perdue des Bulls de Chicago.

### Entraîneur des Spurs
La saison suivante, il prend sa deuxième décision importante : il se sépare de Bob Hill, alors entraîneur des Spurs, et prend sa succession à ce poste. Cette décision est alors une surprise pour beaucoup. En effet, Hill présente un bilan de soixante-deux puis cinquante-neuf victoires en saison régulière lors des saisons précédentes, et, malgré des déceptions en playoffs, sa position à la tête de l'équipe n'a pas été remise en cause lors de l'inter-saison. De plus, l'équipe souffre alors de nombreuses blessures, dont celle de son joueur majeur, blessé au dos lors de la pré-saison. L'éviction a lieu au moment où David Robinson effectue son retour ; la simultanéité entre les deux événements n'étant qu'une coïncidence selon Popovich. Peu après cette prise de pouvoir, Robinson est victime d'une fracture du pied après six rencontres qui le tient éloigné des parquets pour toute la fin de saison. Avec un bilan de vingt victoires pour soixante-deux défaites, troisième plus mauvais bilan de la ligue, les Spurs obtiennent le premier choix de la loterie lors de la Draft 1997 de la NBA.
Les Spurs sélectionnent Tim Duncan. Popovich convainc celui-ci, lors d'une visite après cette draft aux Îles Vierges de jouer au poste d'ailier fort, ce qui lui permet d'associer les premiers choix de la draft de la franchise. Pour sa première saison complète à la direction d'une équipe NBA, celle-ci présente le bilan de cinquante-six victoires et vingt-six défaites, ce qui la classe au deuxième rang de la Division Midwest, et au cinquième de la conférence Ouest. Les Spurs s'inclinent face au Jazz de l'Utah au premier tour des playoffs.
Lors d'une saison réduite à cinquante rencontres en raison du lock-out imposé par les propriétaires des franchises, Popovich s'appuie sur ses tours jumelles, surnom donné à son duo d'intérieur Duncan-Robinson, mais aussi sur Mario Elie et Avery Johnson, deux joueurs que Popovich a fait venir au club. San Antonio confirme son premier rang de la saison régulière en s'imposant trois à un face aux Timberwolves du Minnesota au premier tour des playoffs, puis quatre à zéro face aux Lakers de Los Angeles en demi-finale de conférence, puis sur le même score face aux Trail Blazers de Portland en finale de conférence pour atteindre les finales NBA. Opposés aux Knicks de New York, première franchise classée no 8 de la phase régulière à atteindre les finales, les Spurs remportent les deux premières manches mais s'inclinent lors du troisième match de la série, ce qui met un terme à une série de douze victoires consécutives en playoffs, ce qui constitue alors un record NBA. Les Spurs s'imposent finalement sur le score de quatre à un. C'est le premier titre de l'histoire de la franchise, et le premier titre pour une franchise issue de l'ancienne ligue de l'American Basketball Association. Lors de la draft de la même année, Popovich choisit en cinquante-septième position un joueur argentin évoluant depuis une saison en Europe, Manu Ginóbili.
Lors de la saison suivante, les Spurs terminent avec un bilan de cinquante-trois victoires pour vingt-neuf défaites ce qui les place au quatrième rang de la conférence Ouest. Toutefois, ils perdent Duncan pour une blessure au ménisque à quatre matchs de la fin de la saison régulière. Gregg Popovitch décide finalement de se priver de Duncan durant les playoffs pour ne pas mettre en danger la santé de son joueur, qui peut selon lui permettre à la franchise de remporter plusieurs titres NBA. Les Spurs s'inclinent trois à un face aux Suns de Phoenix lors du premier tour.
Les Spurs terminent de nouveau avec le meilleur bilan de la ligue lors de la saison 2000-2001 avec cinquante-huit victoires et vingt-quatre défaites. Opposés à Minnesota, ils s'imposent quatre à zéro, puis quatre à un face aux Mavericks de Dallas, mais s'inclinent en finale de conférence face aux Lakers de Los Angeles sur le score de quatre à zéro. Les Spurs, en raison de leur première place en saison régulière, n'obtiennent que le vingt-huitième rang lors de la draft. Ils utilisent celui-ci pour choisir le Français Tony Parker. RC Buford parvient à convaincre Popovich, persuadé que les meneurs européens souffrent devant les meneurs Américains par manque de vitesse, grâce à une bande vidéo du Nike Hoops Summit 2000. Popovich se déplace en Europe lors de l'été pour voir les débuts de sa recrue avec sa sélection nationale. Il signe également un joueur agent libre, ou free agent, Bruce Bowen, nommé dans le deuxième cinq défensif la saison précédente sous le maillot du Heat de Miami. Bien que non drafté, celui-ci va rapidement devenir un poste important dans le système défensif des Spurs.
Avec la signature d'Avery Johnson en tant que free agent chez les Nuggets de Denver, les Spurs se retrouvent sans meneur titulaire pour cette nouvelle saison. Popovich décide de donner ce poste à Antonio Daniels.
Mais le Français Tony Parker, lors des matchs de préparation et les premières rencontres, montre son talent à ce poste et convainc Popovich de lui laisser la mène. La jeunesse de son meneur n'handicape pas les Spurs qui terminent avec un bilan de cinquante-huit victoires et vingt-quatre défaites et au deuxième rang de la conférence Ouest. En playoffs, ils s'imposent trois à deux face aux SuperSonics de Seattle mais s'inclinent comme la saison précédente face aux Lakers, sur le score de quatre à un. Comme en 1999, Popovich choisit un Argentin lors du deuxième tour de la draft, Luis Scola.
Durant l'été 2002, Popovich est un des trois assistants de George Karl, entraîneur de la sélection américaine lors des championnats du monde disputés à Indianapolis. Lors de cette compétition, les Américains concèdent une première défaite lors du deuxième tour, face à l'Argentine. En quart de finale, ils s'inclinent une nouvelle fois, face à la Yougoslavie sur le score de 81 à 78. Ils terminent finalement sixièmes après une troisième défaite, face à l'Espagne.
Popovich laisse son poste de general manager à RC Buford, avec lequel il était assistant de Larry Brown, et qui occupait un poste de head scout.

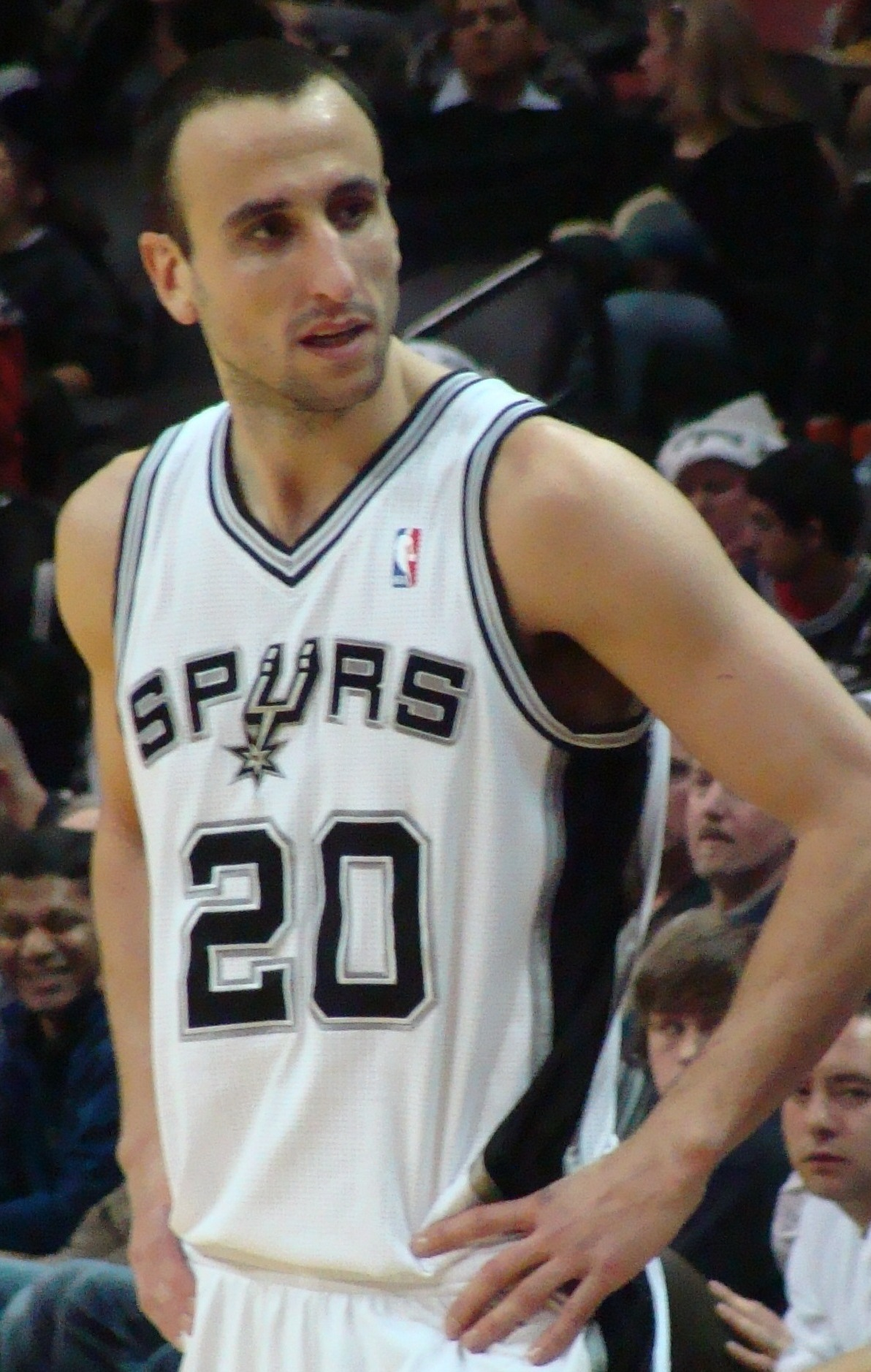
Manu Ginóbili

Emanuel Ginóbili, drafté en 1999 et que les Spurs laissent s'aguerrir en Europe, avec un titre de meilleur joueur de l'Euroligue 2001, fait ses débuts en NBA lors de la saison 2002-2003. Popovich, bien qu'il ne l'utilise pas dans le cinq de départ, poste occupé par le défenseur Bruce Bowen, lui octroie un peu plus de vingt minutes que l'Argentin utilise pour inscrire 7,6 points par match. Les Spurs terminent avec le meilleur bilan de la ligue avec soixante victoires et vingt-deux défaites. Popovich est récompensé de ce bon bilan par un titre d'entraîneur de l'année. Ils s'imposent par quatre à deux face aux Suns de Phoenix au premier tour, puis sur le même score face aux Lakers, et de nouveau par quatre à deux face à Dallas. En finales, ils rencontrent les Nets du New Jersey. Comme lors des trois séries précédentes, San Antonio s'impose avec quatre victoires et deux défaites. Duncan, avec une moyenne de 24,2 points sur la série et deux matchs à vingt rebonds ou plus, est désigné meilleur joueur des Finales, son deuxième après celui de 1999. David Robinson termine sa carrière de joueur avec 13 points et 17 rebonds. Popovich devient le cinquième entraîneur à remporter le titre NBA tout en obtenant le titre de NBA Coach of the Year durant la même saison.
Deuxième de la conférence Ouest, les Spurs s'imposent quatre à zéro face aux Nuggets de Denver mais s'inclinent lors du tour suivant face aux Lakers lors de la saison 2003-2004. Les Spurs débutent cette série par deux victoires à domicile. Après deux défaites à Los Angeles, les Spurs perdent le match cinq sur un exploit de Derek Fisher : Tim Duncan réussit un panier en total déséquilibre, malgré une tentative de contre de Shaquille O'Neal, panier qui donne un avantage de un point à son équipe. Les Lakers remettent en jeu depuis la ligne médiane avec 0,4 seconde à jouer. Le ballon est transmis à Fisher qui tire aussitôt depuis le côté du terrain et inscrit le panier de la victoire. Les Lakers s'imposent ensuite à domicile pour remporter la série sur le score de quatre à deux. Popovich retrouve Larry Brown avec la sélection américaine lors des jeux olympiques d'Athènes. Celui-ci, champion NBA avec les Pistons de Détroit, est l'entraîneur en chef de l'équipe des États-Unis, Popovich occupant un poste d'assistant. Malgré l'absence de joueurs majeurs comme Kobe Bryant, la sélection s'appuie sur de nombreuses vedettes de NBA, Duncan et Allen Iverson étant désignés cocapitaines, et des joueurs de la nouvelle génération LeBron James, Carmelo Anthony ou Dwyane Wade. Cette équipe s'incline face à Porto Rico, puis la Lituanie. Ils s'inclinent une troisième fois dans la compétition en demi-finale face à l'Argentine avant de remporter la médaille de bronze.
Les Spurs, premiers de la division Sud-Ouest, éliminent Denver par quatre à un, Seattle sur le score de quatre à deux, et Phoenix quatre à un pour disputer la troisième finale NBA de son histoire. Lors de celle-ci, les Spurs sont opposés aux Pistons, dont l'entraîneur est Larry Brown, personne qui l'a fait débuter en tant qu'assistant en NBA et dont il confie être à l'origine de son succès. Cette série débute par deux victoires des Spurs, 84 à 69 puis 97 à 76, avant que les Pistons n'égalisent 96 à 79 et 102 à 71. Les Spurs semblent avoir pris l'avantage en s'imposant en prolongation à Détroit sur le score de 96 à 95 mais les joueurs de Larry Brown, centième victoire en playoffs pour celui-ci, obligent les Spurs à disputer un septième match. Lors de celui-ci, les Spurs s'imposent 81 à 74. Popovich devient le cinquième entraîneur avec trois titres au moins, et le seul avec Phil Jackson à remporter les trois premières finales qu'il dispute.
Avant le début de la saison suivante, Popovich renforce son équipe en recrutant deux agents libres, Michael Finley et Nick Van Exel. Les bons résultats des Spurs permettent à ces joueurs d'espérer remporter une bague de champion, ce qui s'avère un facteur décisif face aux offres plus lucratives d'autres franchises. Michael Finley a également l'avantage de recevoir des salaires de son ancienne franchise de Dallas,. Durant cette saison 2005-2006, Popovich devient le quatrième entraîneur de NBA à atteindre le plus rapidement la barre des 500 victoires. Il arrive à ce bilan après 745 rencontres, devancé seulement par Phil Jackson, Pat Riley et K.C. Jones. Les Spurs et les Pistons terminent en tête de leur conférence respective lors de la saison 2005-2006, ce qui préfigure une revanche entre ces deux équipes en tête des pronostics pour les prochaines finales NBA. Alors que les Pistons assurent leur qualification pour la finale de conférence, les Spurs s'inclinent en demi-finale de l'Ouest face aux Mavericks sur le score de quatre à trois, après une défaite 119 à 111 en prolongation de la septième manche malgré une grosse prestation de ses trois joueurs majeurs : 41 points, 15 rebonds et 6 passes pour Duncan, 24 points pour Parker et 23 pour Ginobili.
La saison 2006-2007 se conclut sur un bilan de cinquante-huit victoires et vingt-quatre défaites, soit le deuxième rang de la division et le troisième rang de la conférence. Opposés aux Nuggets de Denver, les Spurs s'imposent sur le score de quatre à un, puis par quatre à deux face aux Suns de Phoenix dans une série très physique, Robert Horry étant suspendu deux matchs pour une faute flagrante sur Steve Nash, absence compensée par la suspension de Boris Diaw et Amar'e Stoudemire. La finale de conférence est moins disputée et les Spurs s'imposent quatre à un face au Jazz de l'Utah. En finales, ils affrontent les Cavaliers de Cleveland de LeBron James qui manque sa finale, le Français Tony Parker obtenant le titre de meilleur joueur des finales. Lors de la draft, les Spurs choisissent deux nouveaux joueurs formés en Europe, le Brésilien Tiago Splitter, vingt-huitième position du premier tour, et le Grec Yórgos Príntezis.
Les Spurs figurent parmi les favoris du titre pour la saison suivante. Ils terminent à un match des Lakers au bilan de la conférence Ouest. Ils s'imposent sur le score de quatre à un face à Phoenix au premier tour des playoffs, puis quatre à trois face aux Hornets de la Nouvelle-Orléans en demi-finale de conférence. La victoire lors du septième match de cette série, sa centième lors d'un match de playoffs, lui permet de rejoindre Larry Brown à la troisième place pour le nombre de victoires en playoffs pour un entraîneur NBA, derrière Phil Jackson, son futur adversaire en finale de conférence, et Pat Riley. Les Spurs s'inclinent face aux Lakers sur le score de quatre à un. Les Spurs recrutent George Hill en vingt-sixième position lors de la draft suivante.
Celui-ci s'avère important dans son rôle de suppléant de Tony Parker au poste de meneur. Les Spurs remportent un nouveau titre de division lors de la saison 2008-2009 avec un bilan de cinquante-quatre victoires et vingt-huit défaites. Peu avant les playoffs, les Spurs perdent Ginóbili, déjà absent une bonne partie de la saison avec seulement quarante-quatre rencontres disputées, en raison d'une blessure à la cheville. Malgré une bonne série de son meneur Tony Parker, 24, 38, 12 (Popovich décide rapidement de laisser filer la rencontre et retire ses joueurs majeurs sur le banc), 43 et 26 points, ils s'inclinent sur le score de quatre à un face aux Mavericks de Dallas.

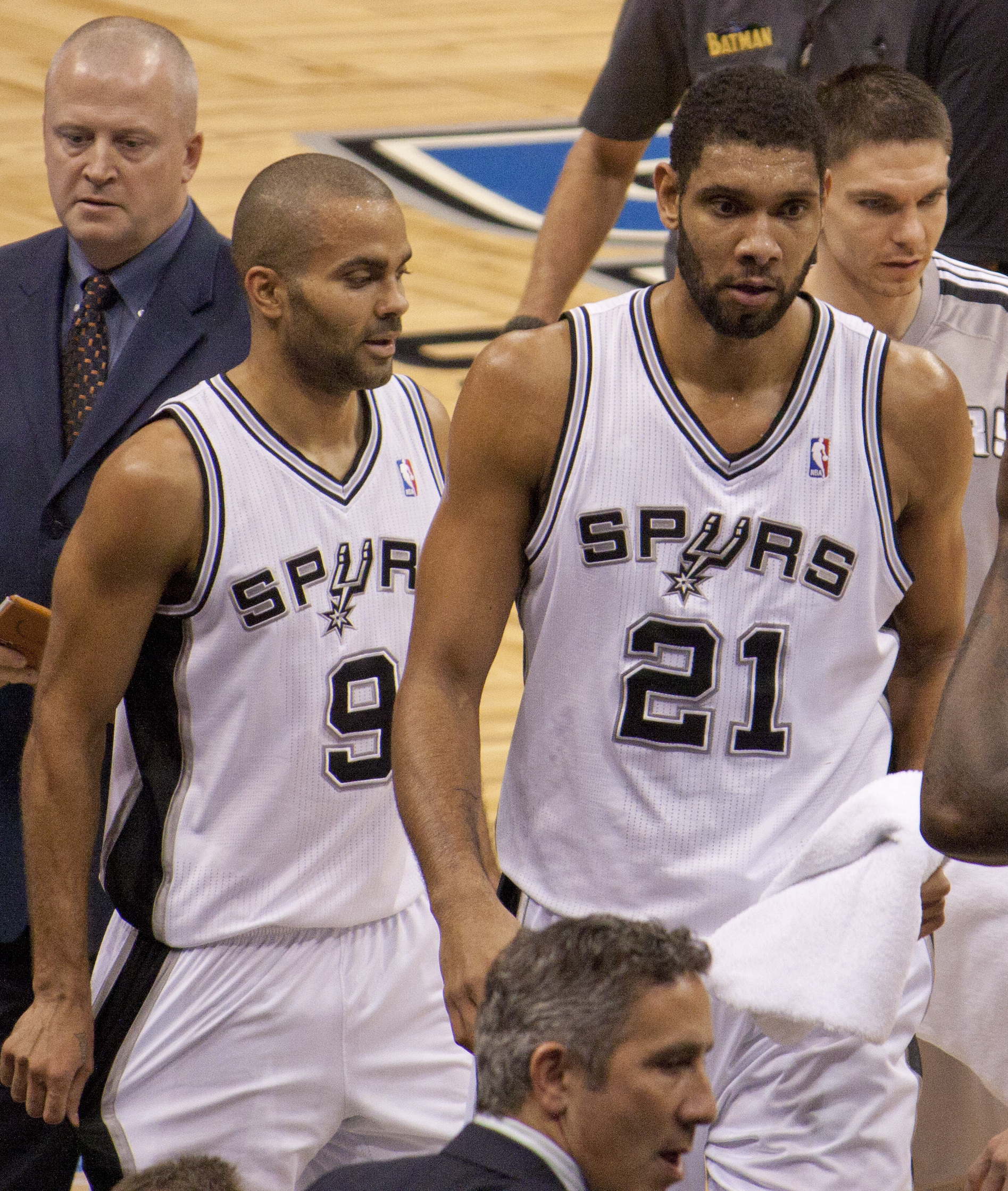
Tony Parker et Tim Duncan et lors d'un temps-mort

Les Spurs peuvent compter sur leurs jeunes joueurs lors de la saison suivante : DeJuan Blair, sélectionné trente-septième précédente lors de la draft 2009, 7,8 points et 6,4 rebonds, et George Hill, 12,4 points et 2,9 passes, permettent aux titulaires de souffler ou de compenser leurs absences pour blessures, comme avec Tony Parker réduit à cinquante-six rencontres de phase régulière. Avec un pourcentage de soixante-et-un, le plus faible depuis l'arrivée de Popovich, la première saison mise à part, les Spurs héritent du septième rang de la conférence Ouest. Ils s'imposent toutefois face à Dallas au premier tour, quatre à deux, mais s'inclinent sur un sweep face aux Suns de Phoenix, franchise éliminée des playoffs par les Spurs lors de quatre des six dernières saisons.
Popovich peut compter sur un nouveau venu pour la nouvelle saison. Tiago Splitter, qui vient de terminer sa carrière en Espagne sur un titre de champion d'Espagne et de deux titres de MVP, de la saison régulière et des finales de la ligue, rejoint la franchise texane après avoir été choisi en vingt-huitième position lors de la draft 2007. Malgré une saison régulière réussie avec le premier rang de la division Sud-Ouest (soixante-et-une victoires pour vingt-et-une défaites), une blessure de Tim Duncan (entorse de la cheville) laisse craindre le pire pour les Spurs lors des playoffs. Duncan contredit les pronostics en étant finalement présent, mais cela s'avère insuffisant face aux Grizzlies de Memphis qui, en s'imposant sur le score de quatre à deux, deviennent la quatrième franchise à éliminer une équipe classée no 1 de la conférence au premier tour des playoffs. Duncan, avec 12,7 points, réalise la moins bonne moyenne de sa carrière sur les séries éliminatoires.
La saison 2011-2012, débutée à Noël en raison du lock-out de la NBA, voit Gregg Popovich devenir le quatorzième entraîneur de NBA à atteindre la barre des 800 victoires en carrière. Il est alors le troisième entraîneur titulaire d'un poste, derrière George Karl, 1 038 victoires et Rick Adelman, 945. Seul Jerry Sloan, 1 127 victoires avec le Jazz de l'Utah, le devance pour le nombre de matchs remportés avec un seul club. Popovich, qui a désormais fait de Tony Parker le patron de son équipe, favorise les rotations dans son équipe pour ne pas fatiguer ses joueurs majeurs en vue des playoffs. Ainsi, quinze joueurs disputent au moins un match en débutant dans le cinq de départ. De plus, il parvient à signer le Français Boris Diaw, libéré par la franchise des Bobcats de Charlotte. Les Spurs partagent le meilleur bilan de la ligue avec les Bulls de Chicago avec cinquante victoires et seize défaites. Cela contribue au deuxième titre d'entraîneur de l'année remporté par Gregg Popovich. Après une série de dix victoires consécutives pour finir cette saison régulière, les Spurs poursuivent celle-ci en playoffs en s'imposant quatre à zéro face au Jazz de l'Utah puis les Clippers de Los Angeles. Avec deux nouvelles victoires lors des deux premières rencontres de la finale de conférence face au Thunder d'Oklahoma City, cette série de victoires devient un nouveau record NBA,. Toutefois, les joueurs du Thunder remportent les quatre rencontres suivantes et mettent un terme aux espoirs de nouveau titre pour les Spurs.
Gregg Popovich peut compter sur Tim Duncan, de retour dans le premier cinq de la saison, pour la dixième fois depuis le début de sa carrière, et son meneur Tony Parker, deuxième cinq, pour occuper les premiers rangs de la ligue, terminant avec cinquante-huit victoires et vingt-trois défaites au deuxième rang de la conférence et au troisième rang de la NBA. Il continue sa politique de partager le temps de jeu : les seize joueurs qu'il utilise durant la saison régulière jouent plus de huit minutes, Tony Parker, joueur le plus sollicité restant en moyenne 32,9 minutes sur le parquet. C'est ainsi que lors d'un match attendu de la saison, face au tenant du titre, le Heat de Miami, il n'hésite pas à renvoyer dans le Texas quatre de ses joueurs majeurs, Duncan, Parker, Ginóbili et Danny Green, après une série de cinq matchs disputés à l'extérieur, tous conclus par une victoire, s'attirant la colère ainsi de David Stern et de la NBA qui condamne les Spurs à une amende de 250 000 dollars. Durant cette saison, il devient le douzième entraîneur à franchir le palier des 900 victoires, et le deuxième après Jerry Sloan à le faire avec la même franchise. Durant les playoffs, après une première série terminée sur un sweep face aux Lakers privés de Kobe Bryant, blessés, puis une victoire quatre à deux face aux Warriors de Golden State et enfin un nouveau sweep face aux Grizzlies de Memphis, les Spurs retrouvent les Finales NBA pour la cinquième fois depuis les débuts de Popovich à la tête de l'équipe. Malgré une victoire sur le parquet de Miami lors de la première rencontre, puis avoir failli remporter la série lors du sixième match, défaite en prolongation sur le score de 103 à 100 après avoir mené de cinq points à vingt secondes de la fin du temps réglementaire, la franchise des Spurs s'incline lors de la septième rencontre.
Malgré le départ de Mike Budenholzer et Brett Brown, ses assistants depuis respectivement 1996 et 1999 et nommés aux postes d'entraîneur en chef des Hawks d'Atlanta et des 76ers de Philadelphie, les blessures de plusieurs joueurs majeurs, la franchise continue d'avoir de bons résultats la saison suivante. Popovich poursuit sa politique consistant à économiser ses joueurs, aucun n'atteignant la moyenne de trente minutes par matchs, ce qui est une première en NBA depuis la fusion de celle-ci et de la ABA. Il est nommé entraîneur du mois de mars après une série de seize victoires consécutives, celle-ci se terminant finalement après dix-neuf victoires. Cette série constitue alors la cinquième plus longue série de l'histoire de la Ligue et la meilleure de l'histoire de la franchise texane. À l'issue de la saison régulière, Gregg Popovich reçoit pour la troisième fois de sa carrière le titre d'entraîneur de l'année, le deuxième en trois saisons, les Spurs obtenant le meilleur record de la ligue avec soixante-deux victoires.
Après des qualifications face aux Mavericks de Dallas sur le score de quatre à trois, puis aux Trail Blazers de Portland, quatre à un, et enfin face au Thunder d'Oklahoma City par quatre à deux, l'équipe de Gregg Popovich se qualifie pour une deuxième finale consécutive. En remportant la série par quatre à un face au tenant du titre, le Heat de Miami, il rejoint John Kundla et Pat Riley à la troisième place des entraîneurs NBA pour le nombre de titre obtenu, seulement devancé par Phil Jackson, couronné à onze reprises et Red Auerbach, neuf titres.
Lors de la saison suivante, les Spurs terminent au sixième rang de la conférence, troisième rang de la division avec 55 victoires pour 27 défaites. L'équipe de Popovich s'incline ensuite lors du premier tour des playoffs sur le score de quatre à trois face aux Clippers de Los Angeles.
En 2015-2016, les Spurs se qualifient une nouvelle fois pour les play-offs et battent les Grizzlies de Memphis sur le score de quatre à zéro au premier tour. Popovich réalise ainsi son neuvième sweep, devenant ainsi le seul détenteur du record NBA, record qu'il détenait avec Phil Jackson.
Le 2 février 2017, il obtient sa 1127e victoire avec les Spurs, égalant ainsi le record établi par Jerry Sloan pendant ses 23 saisons avec le Jazz de l'Utah. Début mars, il qualifie les Spurs pour la 20e saison d’affilée en playoffs égalant ainsi le record de Phil Jackson. Après le départ de Kawhi Leonard, Manu Ginóbili et Tony Parker, les Spurs connaissent un début de saison 2018-2019 laborieux avec 11 victoires en 23 rencontres et une 13e place dans la Conférence Ouest, ce qui faire du jeu de Popovich qu'il est « démodé », « dépassé », « has been » parce que les Spurs sont une des équipes les moins entreprenantes à trois points et conservent de nombreux tirs à mi-distance. Pourtant fin mars, Popovich les conduit à un bilan positif pour le 22e saison consécutive. Réputé depuis des années pour la qualité de sa défense, San Antonio s’est bien davantage distingué en 2018-2019 par son efficacité en attaque (6e équipe de NBA au rating offensif, 20e au rating défensif) pour obtenir une 22e qualification consécutive en playoffs. Les Spurs poussent les Nuggets de Denver à la septième manche avant de céder de justesse au premier tour. Lors de la saison NBA 2019-2020, les Spurs ne parviennent pas à se qualifier pour les play-offs (32 victoires - 39 défaites), concluant leur série historique sur 22 participations consécutives (comme les Sixers de Philadelphie) marquées par cinq titres, avec 18 saisons marquées par plus de 50 victoires, avec un plus haut à 67 en 2015-2016,. Par ironie envers le président Donald Trump, Popovich qualifie l'élimination des Spurs de « fake news » dans une fin de saison NBA très militante, après le meurtre de George Floyd, durant laquelle il attaque le racisme systémique.
Début janvier 2022, il dirige son 2000e match en NBA, avec un bilan à cette date de 1 325 victoires pour 675 défaites. Il en est alors à 26 années sur le banc des Spurs. Il égale le record de Don Nelson de 1 335 victoires le 7 mars 2022 contre les Lakers de Los Angeles puis le bat quatre jours plus tard après une victoire contre le Jazz de l'Utah et devient l'entraîneur le plus victorieux en NBA,.
En juillet 2023, il prolonge de cinq ans avec les Spurs pour un contrat de 80 millions de dollars, ce qui fait de lui l'entraîneur le mieux payé de la NBA. Cette prolongation lui permet entre autres de suivre l'intégration de la recrue Victor Wembanyama, sélectionnée en première position par les Spurs quelques semaines plus tôt. Juste après la draft, il déclare d'ailleurs être très enthousiaste à l'idée de pouvoir entraîneur le jeune joueur français.

#### Problèmes de santé et départ de son poste d'entraîneur
En novembre 2024, il subit un accident vasculaire cérébral. Il est remplacé à titre intérimaire par Mitch Johnson,. En février 2025, les Spurs annoncent que Popovich ne reviendra pas entraîner lors de la saison 2024-2025. Il est de nouveau brièvement hospitalisé en avril 2025,,.
Le 2 mai 2025, les Spurs de San Antonio annoncent que Gregg Popovich quitte définitivement son poste d'entraîneur,,. Après quasiment trois décennies sur le banc des Spurs et cinq titres remportés en NBA, il va prendre le rôle de président des opérations basket-ball de la franchise,.

### Équipe nationale américaine
Il est entraîneur adjoint de George Karl avec l'équipe nationale américaine pour le championnat du monde 2002, du tournoi de qualification olympique de 2003 et des Jeux olympiques de 2004, où les Américains remportent la médaille de bronze. En octobre 2015, USA Basketball annonce la nomination de Gregg Popovich pour prendre la succession de Mike Krzyzewski comme entraîneur de l'équipe pour quatre ans après les Jeux olympiques de 2016.

### Vie privée
En 1978, il épouse celle qui devient Erin Popovich. Elle joue un rôle central dans la carrière d'entraineur de Gregg Popovich, capable de comprendre et de canaliser le comportement tumultueux de son mari. De leur union naissent deux enfants Jill Popovich et Micky Popovich. Erin décède en avril 2018 des suites d'une détresse respiratoire,,,.

## Personnalité, style de jeu et recrutement

### Personnalité
Le but principal de Gregg Popovich est la victoire finale. Ainsi, il n'hésite pas à reposer ses joueurs majeurs pour que ceux-ci soient en forme au moment important de la saison, les playoffs. Cela est de plus en plus vrai depuis la saison 2010-2011 où Tim Duncan est souvent dispensé de back to back. lors de la saison 2011-2012, qui en raison du lock-out offre un calendrier très chargé, c'est encore plus marqué, bien que cela puisse mécontenter les fans.
En 2011-2012, Popovich décide de changer son approche de l'équipe. Tony Parker est désormais officiellement le joueur majeur de l'équipe, devenant l'option principale dans les systèmes offensifs. Cela permet à celui-ci de renouer avec le NBA All-Star Game. Il termine au cinquième rang des votes déterminant le MVP de la saison.
Le meneur français est longtemps la victime de l'exigence continuelle de son entraîneur. Ce dernier reconnaît d'ailleurs cette recherche de la perfection chez son meneur, désirant que celui-ci marque plus lorsque Tony Parker réalise une grande performance à la passe, ou qu'il passe plus lorsqu'il fait un grand match à la marque. Cette exigence se porte sur l'ensemble de ces joueurs. Danny Ferry, joueur puis membre de la direction des Spurs, general manager des Cavaliers de Cleveland puis des Hawks d'Atlanta, déclare à son propos : « Si Pop n'était pas réellement un grand entraîneur et une bonne personne, des joueurs comme Timmy ou Manu [Ginobili] ne lui auraient pas permis de les diriger de cette façon et aussi longtemps »,. Il est également reconnu comme un entraîneur sachant diriger l'ensemble de son groupe et non seulement quelques joueurs.
Malgré une personnalité forte, et cette grande exigence envers ses joueurs, Popovich obtient de leurs part un profond respect. Ainsi, Tony Parker parle souvent de lui comme d'« un second père ». Ce respect est dû au respect que lui-même porte à ses joueurs, ou aux attentions qu'il a envers ceux-ci. Il héberge chez lui les nouveaux joueurs, conduit les blessés à l’hôpital. L'exigence qu'il impose à ces joueurs, il se l'impose aussi à lui-même. Ainsi, lorsqu'il est entraîneur à Pomona, lui et sa famille habitent pendant deux ans dans un dortoir de Harwood par respect à sa charge de président du comité de la vie étudiante. Durant cette période, l'école se trouve pendant un moment privée de gymnase. La solution trouvée pour s'entraîner est d'utiliser la rue, mais à partir de 5 h 30 du matin. Popovich est alors toujours le premier présent.
De nombreux acteurs de la NBA ont un lien avec Gregg Popovich. Ainsi, Mike Brown, Vinny Del Negro, Avery Johnson, Monty Williams, joueurs ou assistant sous la direction de Popovich, occupent ou ont occupé des postes d'entraîneur en chef de franchise NBA. De la même façon, d'autres occupent ou ont occupé des postes de general manager, comme Sam Presti chez le Thunder d'Oklahoma City, Lance Blanks chez les Suns de Phoenix, Dell Demps (en) chez les Hornets, Danny Ferry chez les Cavaliers de Cleveland puis les Hawks d'Atlanta. Cette tendance se poursuit au cours des années : Mike Budenholzer chez les Hawks d'Atlanta et Jacque Vaughn chez le Magic d'Orlando depuis la saison 2012-2013, Brett Brown chez les Sixers de Philadelphie et Doc Rivers chez les Clippers de Los Angeles depuis la saison 2013-2014, Steve Kerr chez les Warriors de Golden State depuis mai 2014, tous d'anciens joueurs ou assistants des Spurs, sont entraîneur en chef. Chacun de ceux-ci accorde un profond respect pour leur ancien maître, que tous appellent « Pop ». Selon eux, l'une des raisons principales du succès de Popovich est la prédominance de l'organisation sur l'individu. De même, chacun apporte sa contribution à la réussite de cette organisation : « C'est ainsi que nous avons besoin que tu joues, et c'est ce que nous avons besoin que tu fasses. »,.
En toute discrétion, il se met au service de la Banque alimentaire de San Antonio et effectue des dons à cette organisation et d'autres fondations en faveur de la justice sociale, de même qu'il est coutumier de pourboires généreux pour les salariés modestes. 
Il se désole à plusieurs reprises des propos du président américain Donald Trump : déjà sceptique en janvier 2017 « Je serais rassuré si quelqu’un à son poste prouvait la maturité et le niveau psychologique et émotionnel de son âge. C’est dangereux et ça n’apporte rien de bon », il le désapprouve franchement puis en septembre 2017 « Notre pays est une source d’embarras pour le monde entier (...) Je n’imaginais pas vivre dans un pays où les gens pourraient dire des choses pareilles. Je ne suis pas totalement naïf, mais je pense que ces personnes ont reçu le même exemple que nous tous. On l’a vu à Charlottesville » après qu'il a annulé son invitation aux champions NBA des Warriors de Golden State peu enclins à y donner une suite favorable.
Après le meurtre de George Floyd en 2020, il se déclare préoccupé par le sort des Noirs et appelle les Blancs à trouver des solutions pour garantir l'égalité, « de préférer la vérité au pouvoir et de le clamer quelles qu’en soient les conséquences. Nous devons parler. Nous ne devons rien laisser passer ».

### Style de jeu

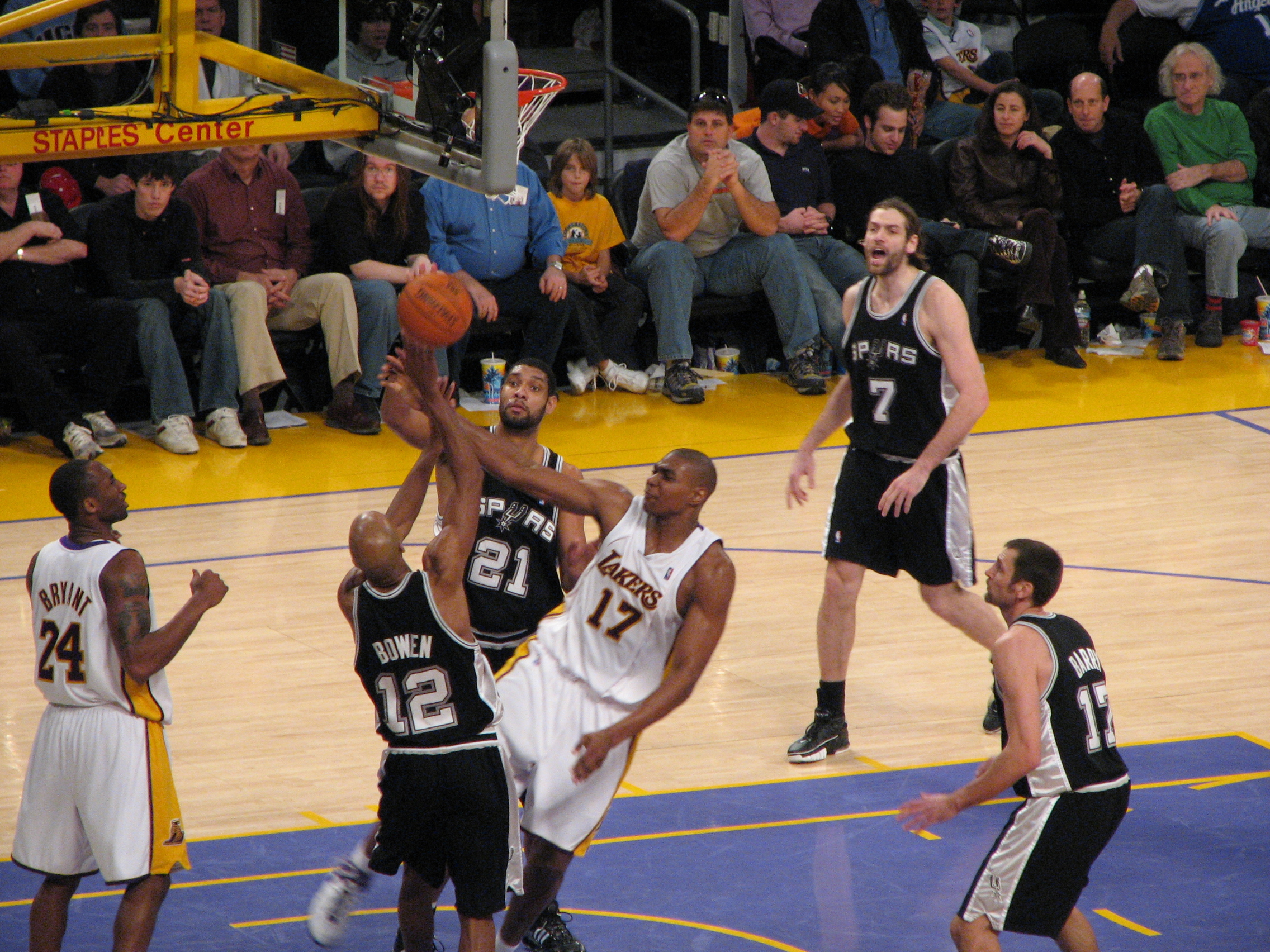
Bruce Bowen défendant sur un joueur des Lakers

Gregg Popovich reconnaît souvent s'être inspiré des Jazz de l'Utah, dont le style de jeu est mis en place par Jerry Sloan avec les deux joueurs majeurs John Stockton et Karl Malone. Il apprécie le jeu basé sur la défense, l'expérience, la connaissance et l'application parfaite des systèmes.
La défense constitue l'une des priorités du système de jeu développé par Gregg Popovich. C'est ainsi qu'il consacre environ un tiers des entraînements à des simulations de défense. Ils sont basés sur des quatre contre quatre, avec trois équipes, dont les règles sont les suivantes : un point par panier marqué pour l'équipe offensive; un point par panier manqué pour l'équipe défensive; lorsque l'attaque capte un rebond offensif, la défense perd un point. À chaque panier marqué, la troisième équipe prend immédiatement la place de l'une des deux autres et le ballon est aussitôt remis en jeu, sans possibilité de temps-mort. Cet exercice sert à favoriser l'intensité et l'acharnement en défense, tout comme l’adaptabilité aux situations de jeu, la vitesse de remise en jeu ne permettant pas le positionnement préalable des joueurs. Popovich adapte les défenses aux adversaires qu'il doit rencontrer : ainsi, lors de la période où les Lakers utilisent l'attaque en triangle préconisée par Phil Jackson, Popovich préconise une défense tout terrain pour fatiguer les arrières adverses lors de la montée de balle et retarder le placement en attaque placé. Par contre, face au jeu offensif préconisé par Mike D'Antoni chez les Suns de Phoenix, Popovich demande à ses joueurs de privilégier le repli défensif pour éviter les paniers faciles en contre-attaque.
Popovich a deux règles principales pour sa défense : les attaquants adverses ne doivent pas pénétrer par le centre du terrain. Et le joueur défendant dans le coin du même côté que le joueur possédant le ballon a l'interdiction de sortir de son marquage pour aller en aide dans le cas d'une tentative de pénétration, afin de ne pas libérer une bonne position pour un tir à trois points; cette tactique est l'inverse de la technique généralement utilisée en NBA. En outre, Popovich utilise fréquemment la technique du hack-a-player, notamment contre DeAndre Jordan.

### Politique de recrutement
Popovich est depuis longtemps persuadé que les joueurs européens peuvent être une option intéressante en termes de recrutement et que ceux-ci peuvent réussir en NBA. En 1988, il persuade Larry Brown et le general manager des Spurs à l'autoriser à se rendre en Europe, pour observer des joueurs. Il lie naturellement des relations avec Žarko Paspalj d'origine yougoslave comme lui, qu'il fait venir pour la saison 1989-1990 mais celui-ci ne joue finalement que vingt-huit rencontres, ne parvenant pas à convaincre Larry Brown qui lui fait reproche de sa défense et de sa faible condition physique.
Cette approche se concrétise depuis la prise du pouvoir de Popovich sur le domaine sportif des Spurs. Ses recrutements les plus connus sont Manu Ginóbili, argentin qui évolue en Italie, et Tony Parker jeune meneur français. Mais il choisit également Luis Scola, qui évolue en Espagne, même si ce cas s'avère un échec pour les Spurs qui ne parviennent pas à un accord financier avec son club de Tau Vitoria. Dans les échanges entre clubs, il recrute Radoslav Nesterović, Slovène drafté par les Timberwolves du Minnesota et recruté en 2004, et l'Argentin Fabricio Oberto qui dispute quatre saisons avec les Spurs. Les Spurs retiennent deux autres Français, Ian Mahinmi, sélectionné en 2005 et qui dispute trente matchs avec les Spurs avant d'être transféré chez les Mavericks de Dallas, Nando de Colo sélectionné en 2009, que les Spurs laissent évoluer en Espagne avant de lui faire signer un contrat au cours de l'été 2012. Le Brésilien Tiago Splitter, sélectionné en 2007, rejoint les Spurs lors de la saison 2010-2011 après avoir complété son jeu en évoluant en Euroligue et en Liga ACB avec le Saski Baskonia de Vitoria. Ainsi depuis 1997, dix des quinze choix de draft se font sur des joueurs nés en dehors des États-Unis.
En 2013, alors que son équipe dispute ses cinquièmes Finales NBA sous sa direction, il déclare que contrairement aux idées reçues qui disent que les joueurs non formés aux États-Unis sont faibles en défense, ne veulent pas apprendre l'anglais, sont de piètres dribbleurs, n'acceptent pas d'occuper des rôles secondaires, les joueurs étrangers sont de plus grands travailleurs et des joueurs plus faciles à diriger. Lors de cette même saison 2012-2013, neuf joueurs de son effectif sont formés hors des États-Unis.
La continuité dans les excellents résultats des Spurs a une conséquence directe sur le recrutement de ceux-ci. Ils doivent ainsi souvent se contenter des dernières places du premier tour depuis le recrutement de Tim Duncan, no 1 de la draft 1997. Cela contraint les Spurs à être plus rigoureux dans leurs choix. Ses résultats ont également un aspect positif sur les recrutements. Les Spurs parviennent à recruter de bons joueurs, souvent en fin de carrière, pour occuper des postes de complément. La possibilité de jouer un titre de champion est souvent décisive lors du choix de la franchise pour ces joueurs. Ainsi, Popovich parvient à recruter plusieurs free-agent comme Bruce Bowen, Robert Horry, Michael Finley, Nick Van Exel ou David West qui choisit de rejoindre le Texas en 2015 malgré d'autres offres plus lucratives.
Précurseur dans le recrutement des joueurs avec une large ouverture à l'international, il l'est aussi dans son équipe d'entraîneurs en recrutant comme assistants à l'été 2014 l'entraîneur italien Ettore Messina et l'ancienne joueuse WNBA Becky Hammon qui devient la première femme à ce poste en NBA. Durant l'été 2015, elle dirige l'équipe pendant la Summer League de Las Vegas suscitant un fort intérêt médiatique. Mais pour Popovich « Il s’agissait avant tout de développement [des joueurs]. Cela donne certes une chance à l'entraîneur d’entraîner, mais la véritable raison de sa présence était surtout d’observer nos choix de draft ou nos free-agents (...) Je l’ai embauchée car elle a fréquenté mes sessions de travail durant un an en raison de sa blessure. Elle a des avis, et des avis solides, sur le basketball » récusant tout opération d'image de la franchise.

### Salaires
En 1999, il renouvelle son contrat avec les Spurs, contrat qui lui assure un salaire de 1,1 million de dollars sur la saison. Alors en contrat jusqu'en 2000, il se voit offrir une extension de quatre ans. En 2001, il signe une nouvelle extension à celui-ci, qui va ainsi jusqu'au terme de la saison 2005-2006. Ce dernier est alors estimé à 20 millions de dollars sur trois ans. Ce contrat est de nouveau prolongé avant son expiration : en 2003, il prolonge jusqu'en 2008. En 2012, il figure parmi les dix entraîneurs de sport américain les plus payés avec un salaire de 6 millions de dollars annuels, le seul autre entraineur de NBA dans ce classement étant l'entraîneur des Celtics de Boston, Doc Rivers, avec 7 millions de dollars. Ce classement est dominé par Bill Belichick, l'entraîneur de la franchise de football américain des Patriots de la Nouvelle-Angleterre.

## Titres, distinctions et records

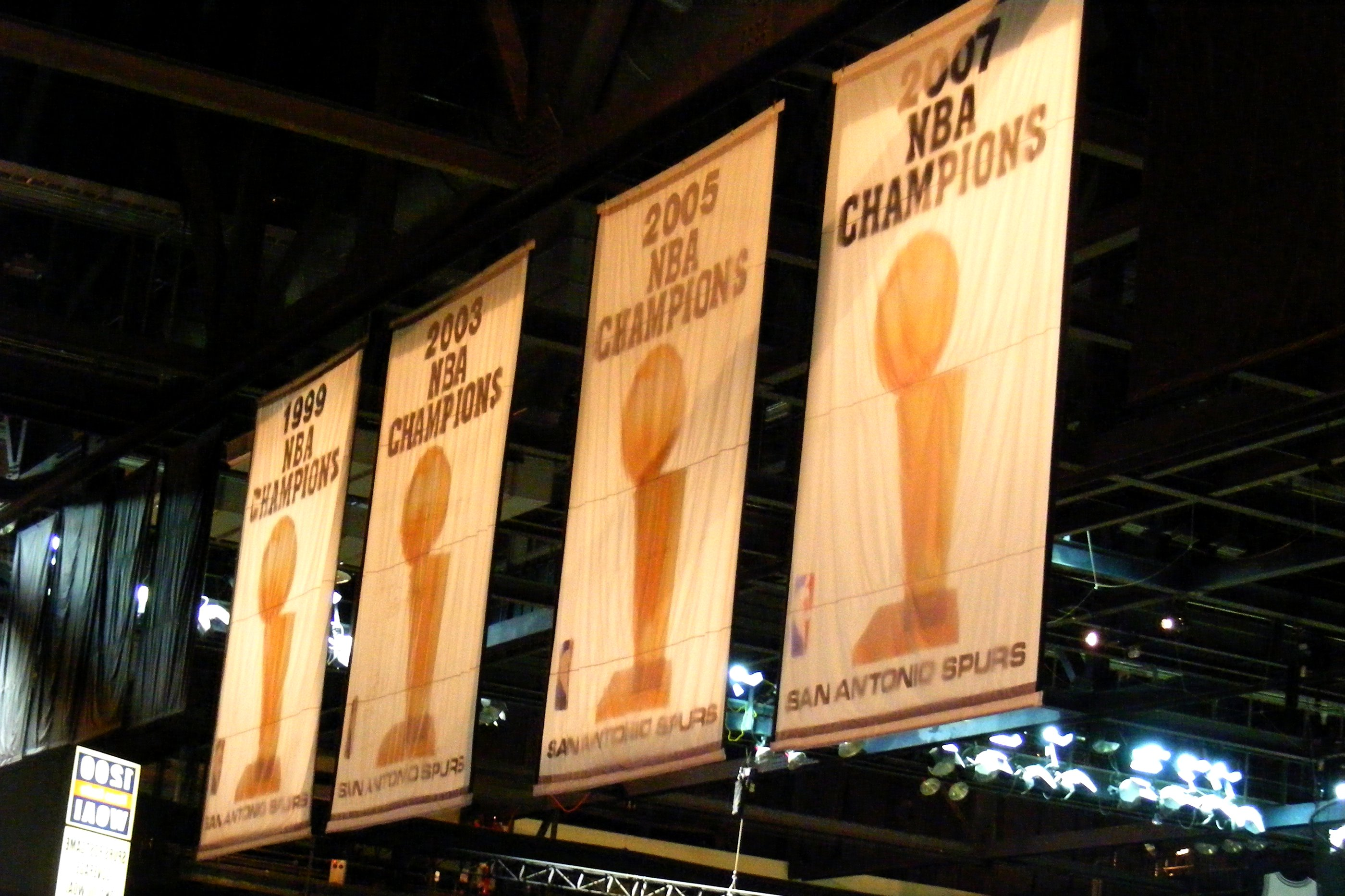
Drapeaux célébrant 4 des 5 titres des Spurs.

Gregg Popovich détient cinq titres NBA, ce qui fait de lui le troisième entraîneur le plus titré, en compagnie de John Kundla et Pat Riley, et derrière Phil Jackson, onze titres, et Red Auerbach, neuf titres. Sous sa direction, la franchise remporte également six titres de la Conférence Ouest. Au terme de la saison 2013-2014, San Antonio remporte également onze titres de division sous sa direction.
Après un premier Red Auerbach Trophy, trophée récompensant l'entraîneur NBA de l'année, lors de la saison 2002-2003, il est de nouveau honoré lors de la saison 2011-2012. Avec 467 points, il devance Tom Thibodeau, l'entraîneur des Bulls de Chicago. En 2014, pour la deuxième fois en trois ans, il reçoit ce trophée, rejoignant Pat Riley et Don Nelson, seuls autres entraîneurs à avoir obtenu cette récompense à trois reprises. Il est désigné à seize reprises entraîneur du mois, en avril 1999, en mars 2001, mars 2002, et entraîneur de la conférence Ouest en janvier et mars 2003, décembre 2003, décembre 2005, mars 2006, mars 2007, octobre-novembre 2007, octobre-novembre et décembre 2010, février et mars 2012, mars 2014,. Le dernier titre d'entraîneur du mois en date étant de décembre 2015.
En 2010-2011, le bon bilan de son équipe lui permet d'être désigné entraîneur de la sélection Ouest lors du NBA All-Star Game 2011, poste qu'il a déjà occupé en 2005. En 2005, son équipe s'incline face à la sélection de l'Est. En 2011, c'est l'Ouest qui l'emporte. Il officie pour la troisième fois dans ce poste lors de l'édition de 2013, rencontre remportée par l'Ouest sur le score de 143 à 138. Trois ans plus tard, en 2016, il revient entraîner la sélection Ouest au match du All Star Game pour la quatrième fois, où son équipe gagnera de 23 points (196-173).
Gregg Popovich est également honoré par des organismes indépendants : en 2009, le magazine américain Sports Illustrated désigne un ensemble de sportifs de la décennie. Gregg Popovich est classé au sixième rang des dix meilleurs entraîneurs de sports nord-américains, classement remporté par Phil Jackson devant Bill Belichick, entraîneur de l'équipe de football américain des Patriots de la Nouvelle-Angleterre.

## Statistiques
Depuis la saison 2013-2014, où il dépasse Red Auerbach en début de saison, il occupe la quatorzième place des entraîneurs NBA en termes de rencontres disputées. Il est également l'entraîneur en activité comptant le plus de rencontres NBA, avec 1 574 rencontres de saison régulière après la saison 2015-2016. Ses 1 089 victoires le placent au huitième rang de l'histoire. Il atteint le Top 10 de ce classement en devançant Red Auerbach, puis plus tard, il dépasse Bill Fitch et Rick Adelman. Ce total le place à la deuxième place pour le nombre de victoires obtenues par un entraîneur avec la même franchise, derrière les 1 221 unités de Jerry Sloan avec le Jazz de l'Utah. Pour les rencontres de playoffs, ses 256 matchs le placent troisième, derrière Phil Jackson, 333 rencontres, et Pat Riley, 282. Pour le nombre de victoires, il est également troisième avec 158, derrière Phil Jackson, 229 et Pat Riley, 171. Il devance Larry Brown (100) et Red Auerbach (99).
Après avoir porté à quinze le nombre de saisons à cinquante victoires ou plus au terme de la saison 2013-2014, Les Spurs portent ce total à dix-sept au terme de la saison 2015-2016. Cela est réalisé malgré une saison limitée à soixante-six rencontres en raison du lock-out en 2011-2012. La deuxième franchise dans cette statistique est celle des Lakers, de 1979-1980 à 1990-1991. À part la saison 1996-1997, où il prend la direction de l'équipe, il termine chaque saison avec un bilan de plus de 60 % de victoires, la plus mauvaise saison étant celle de 2009-2010 où les Spurs terminent avec 61 % de victoires.
La saison 2015-2016 est également la dix-neuvième saison consécutive où l'équipe dirigée par Popovich dispute les playoffs, ce qui constitue la plus longue série en cours de présences en série éliminatoire pour une franchise NBA.
Avec vingt années à la tête de sa franchise, Popovich est en 2017 l’entraîneur en activité responsable de la même franchise depuis la plus longue période dans les quatre sports majeurs nord-américains.
Le 13 avril 2019, Popovich devient, en cumulant saison régulière et playoffs l'entraîneur le plus victorieux de la NBA avec 1 413 victoires en carrière, surpassant les 1412 de Lenny Wilkens (1 412). En saison régulière, Don Nelson est numéro 1 avec 1 335 succès alors qu'en playoffs, Phil Jackson mène avec 229 victoires, Popovich étant alors respectivement 3e et 2e dans ces catégories.
En 2019, les Spurs égalent le record de 22 saisons consécutives de qualification en playoffs des Nationals de Syracuse établi entre 1950 et 1971.
| Équipe | Année     | Saison régulière | Saison régulière | Saison régulière | Saison régulière | Saison régulière | Playoffs      | Playoffs  | Playoffs | Playoffs   | Playoffs                             |
| Équipe | Année     | Matchs jouées    | Victoires        | Défaites         | % victoire       | Classement       | Matchs jouées | Victoires | Défaites | % victoire | Résultat                             |
| ------ | --------- | ---------------- | ---------------- | ---------------- | ---------------- | ---------------- | ------------- | --------- | -------- | ---------- | ------------------------------------ |
| Spurs  | 1996-1997 | 64               | 17               | 47               | 26,6             | 6e Midwest       |               |           |          |            | Pas de playoffs                      |
| Spurs  | 1997-1998 | 82               | 56               | 26               | 68,3             | 2e Midwest       | 9             | 4         | 5        | 44,4       | défaite en demi-finale de conférence |
| Spurs  | 1998-1999 | 50               | 37               | 13               | 74,0             | 1er Midwest      | 17            | 15        | 2        | 88,2       | Champion NBA                         |
| Spurs  | 1999-2000 | 82               | 53               | 29               | 64,6             | 2e Midwest       | 4             | 1         | 3        | 25,0       | défaite au premier tour              |
| Spurs  | 2000-2001 | 82               | 58               | 24               | 70,7             | 1er Midwest      | 13            | 7         | 6        | 53,8       | défaite en finale de conférence      |
| Spurs  | 2001-2002 | 82               | 58               | 24               | 70,7             | 1er Midwest      | 10            | 4         | 6        | 40,0       | défaite en demi-finale de conférence |
| Spurs  | 2002-2003 | 82               | 60               | 22               | 73,2             | 1er Midwest      | 24            | 16        | 8        | 66,7       | Champion NBA                         |
| Spurs  | 2003-2004 | 82               | 57               | 25               | 69,5             | 2e Midwest       | 10            | 6         | 4        | 60,0       | défaite en demi-finale de conférence |
| Spurs  | 2004-2005 | 82               | 59               | 23               | 72,0             | 1er Southwest    | 23            | 16        | 7        | 69,6       | Champion NBA                         |
| Spurs  | 2005-2006 | 82               | 63               | 19               | 76,8             | 1er Southwest    | 13            | 7         | 6        | 53,8       | défaite en demi-finale de conférence |
| Spurs  | 2006-2007 | 82               | 58               | 24               | 70,7             | 2e Southwest     | 20            | 16        | 4        | 80,0       | Champion NBA                         |
| Spurs  | 2007-2008 | 82               | 56               | 26               | 68,3             | 2e Southwest     | 17            | 9         | 8        | 52,9       | défaite en finale de conférence      |
| Spurs  | 2008-2009 | 82               | 54               | 28               | 65,9             | 1er Southwest    | 5             | 1         | 4        | 20,0       | défaite au premier tour              |
| Spurs  | 2009-2010 | 82               | 50               | 32               | 61,0             | 2e Southwest     | 10            | 4         | 6        | 40,0       | défaite en demi-finale de conférence |
| Spurs  | 2010-2011 | 82               | 61               | 21               | 74,4             | 1er Southwest    | 6             | 2         | 4        | 33,3       | défaite au premier tour              |
| Spurs  | 2011-2012 | 66               | 50               | 16               | 75,8             | 1er Southwest    | 14            | 10        | 4        | 71,4       | défaite en finale de conférence      |
| Spurs  | 2012-2013 | 82               | 58               | 24               | 70,7             | 1er Southwest    | 21            | 15        | 6        | 71,4       | défaite en finale NBA                |
| Spurs  | 2013-2014 | 82               | 62               | 20               | 75,6             | 1er Southwest    | 23            | 16        | 7        | 69,6       | Champion NBA                         |
| Spurs  | 2014-2015 | 82               | 55               | 27               | 67,1             | 3e Southwest     | 7             | 3         | 4        | 42,9       | défaite au premier tour              |
| Spurs  | 2015-2016 | 82               | 67               | 15               | 81,7             | 1er Southwest    | 10            | 6         | 4        | 60,0       | défaite au Deuxième tour             |
| Spurs  | 2016-2017 | 82               | 61               | 21               | 74,4             | 1er Southwest    | 16            | 8         | 8        | 50,0       | défaite au finale de conférence      |
| Spurs  | 2017-2018 | 82               | 47               | 35               | 57,3             | 3e Southwest     | 5             | 1         | 4        | 20,0       | défaite au premier tour              |
| Spurs  | 2018-2019 | 82               | 48               | 34               | 58,5             | 2e Southwest     | 7             | 3         | 4        | 42,9       | défaite au premier tour              |
| Spurs  | 2019-2020 | 71               | 32               | 39               | 45,1             | 4e Southwest     |               |           |          |            | Pas de playoffs                      |
| Spurs  | 2020-2021 | 72               | 33               | 39               | 45,8             | 3e Southwest     |               |           |          |            | Pas de playoffs                      |
| Spurs  | 2021-2022 | 82               | 34               | 48               | 41,5             | 4e Southwest     |               |           |          |            | Pas de playoffs                      |
| Spurs  | 2022-2023 | 82               | 22               | 60               | 26,8             | 5e Southwest     |               |           |          |            | Pas de playoffs                      |
| Spurs  | 2023-2024 | 82               | 22               | 60               | 26,8             | 5e Southwest     |               |           |          |            | Pas de playoffs                      |
| Spurs  | 2024-2025 | 5                | 2                | 3                | 40,0             | 4e Southwest     |               |           |          |            | Pas de playoffs                      |
|        | Carrière  | 2 214            | 1 390            | 824              | 62,8             |                  | 284           | 170       | 114      | 59,9       |                                      |